# Haaniella echinata
Haaniella echinata (PSG: 26) is een insect uit de orde van de Phasmatodea (wandelende takken).

## Kenmerken
Haaniella echinata is een breedgebouwde, donkerbruine wandelende tak die zich camoufleert als een stuk boomschors. Het lichaam en de poten zijn bedekt met stekels en de crèmekleurige vleugels zijn kort. Een volwassen mannetje wordt ongeveer 7,5 centimeter groot, het aanzienlijk forsere vrouwtje 10 à 11 centimeter. Wanneer deze wandelende tak zich bedreigd voelt gaat hij op de voorste vier poten staan en slaat hij met zijn achterpoten wijd uiteen. De buikzijde wordt naar de eventuele belager gekeerd, waardoor de blauwgroene buikschilden goed te zien zijn. Haaniella echinata eet allerlei fruit en bladeren van onder andere klimop, meidoorn en eik.

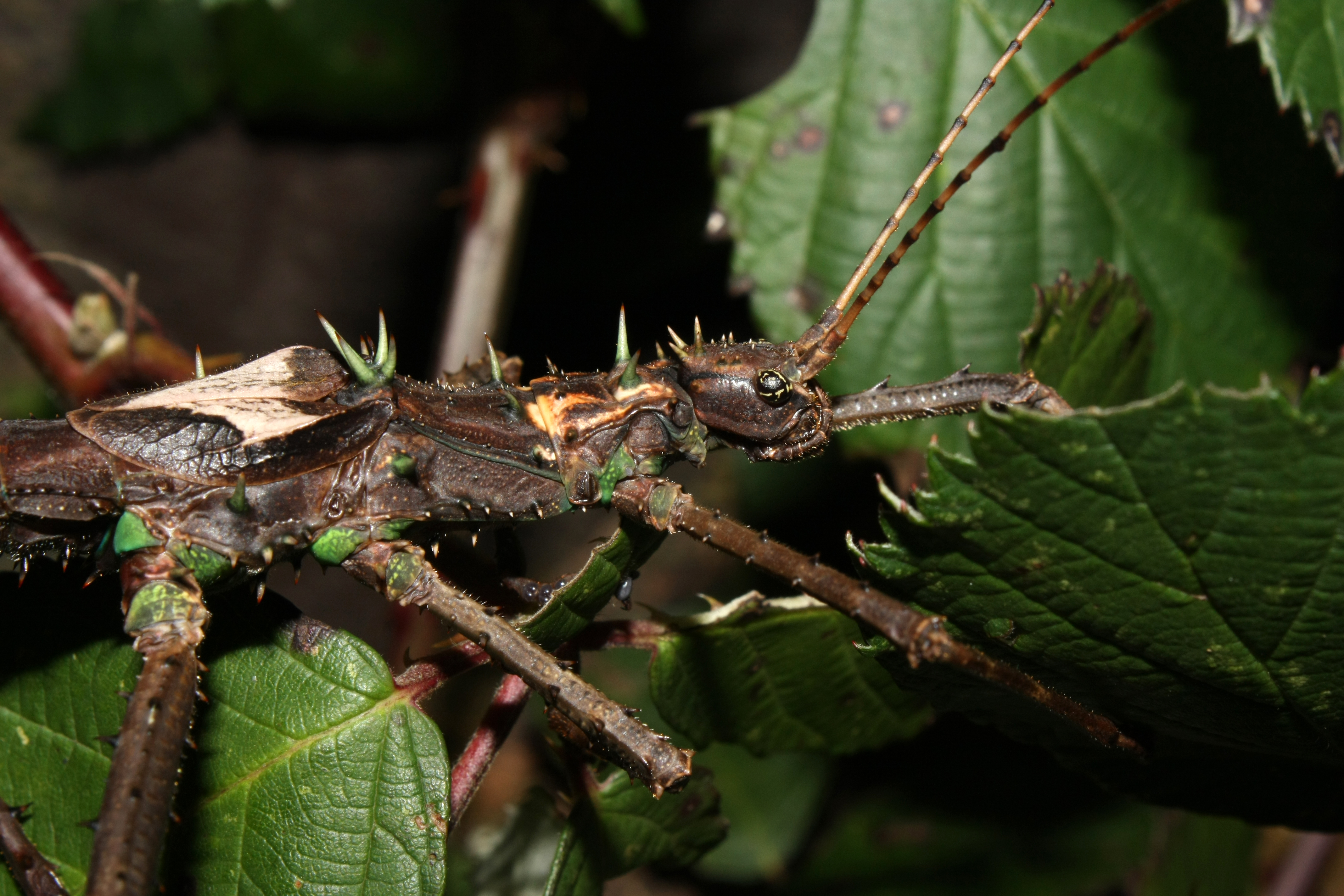
Een volwassen mannetje met duidelijk zichtbare stekels
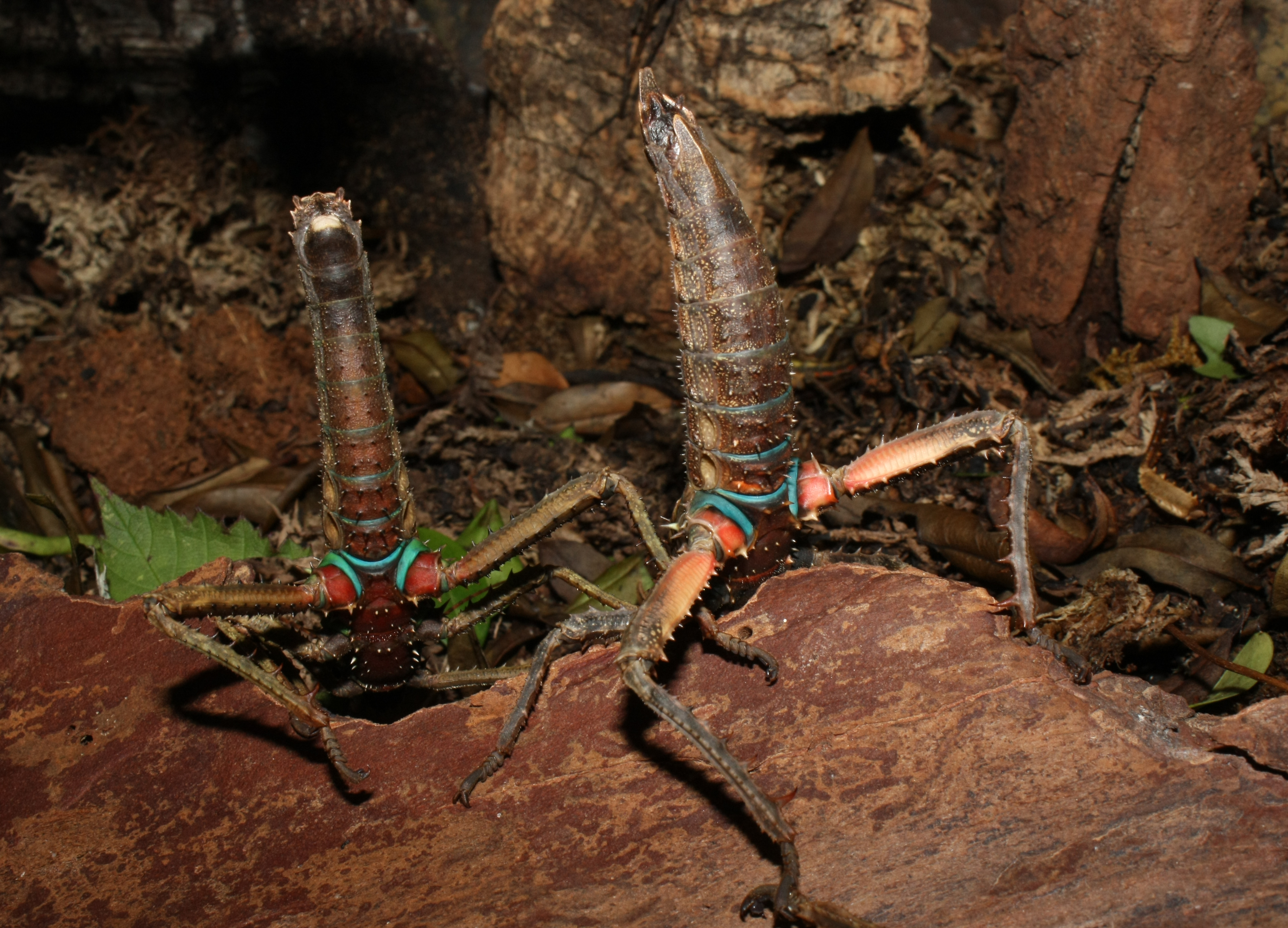
Mannetje (links) en vrouwtje (rechts) in dreighouding

## Voortplanting en ontwikkeling
Deze wandelende takken planten zich geslachtelijk voort. Het vrouwtje legt met haar legboor een enkel ei enkele centimeters diep in de grond. Na ruim een half jaar verlaat het drie centimeter grote nimf het ei. Na 8 tot 18 maanden is de volwassen leeftijd bereikt, vrouwtjes leven daarna nog twee jaar.

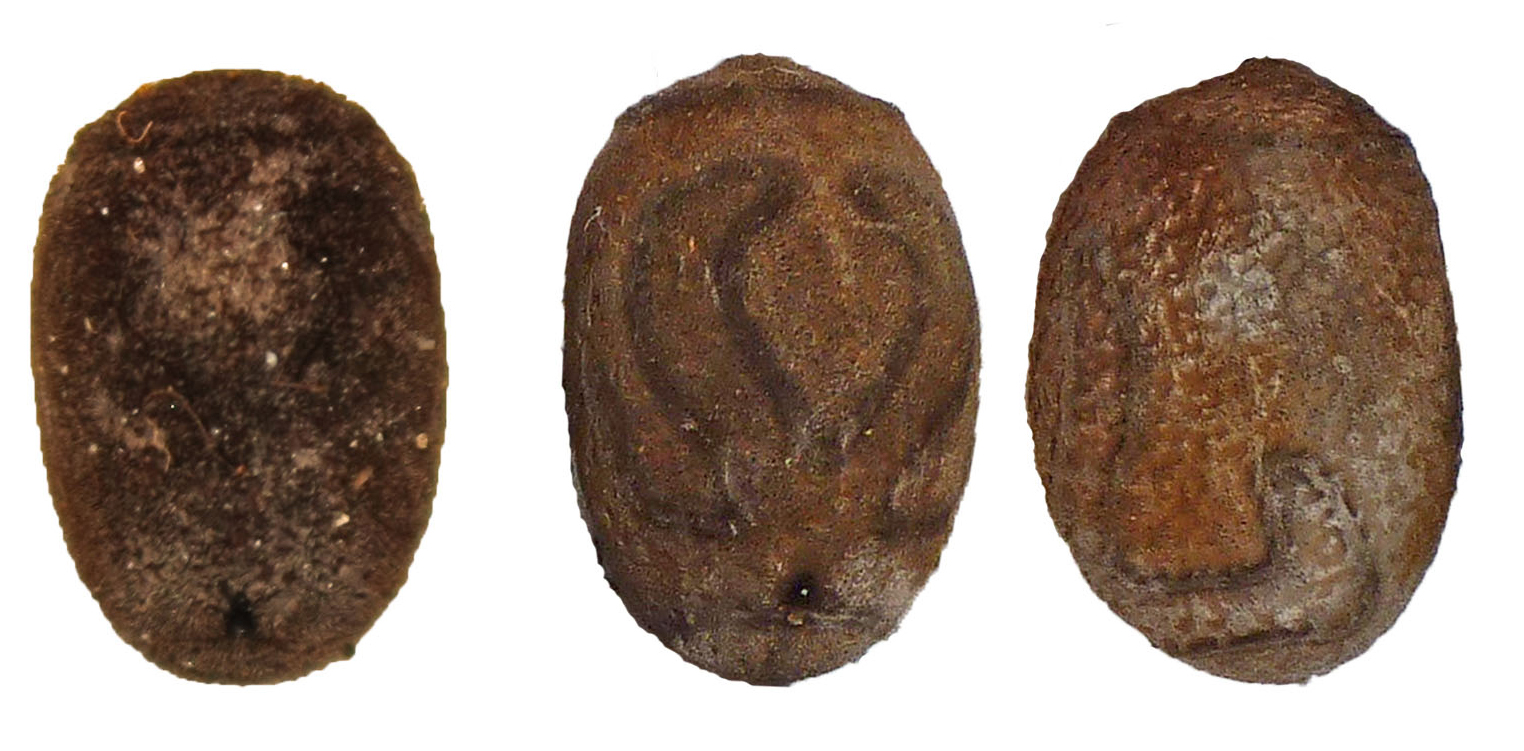
Eitjes
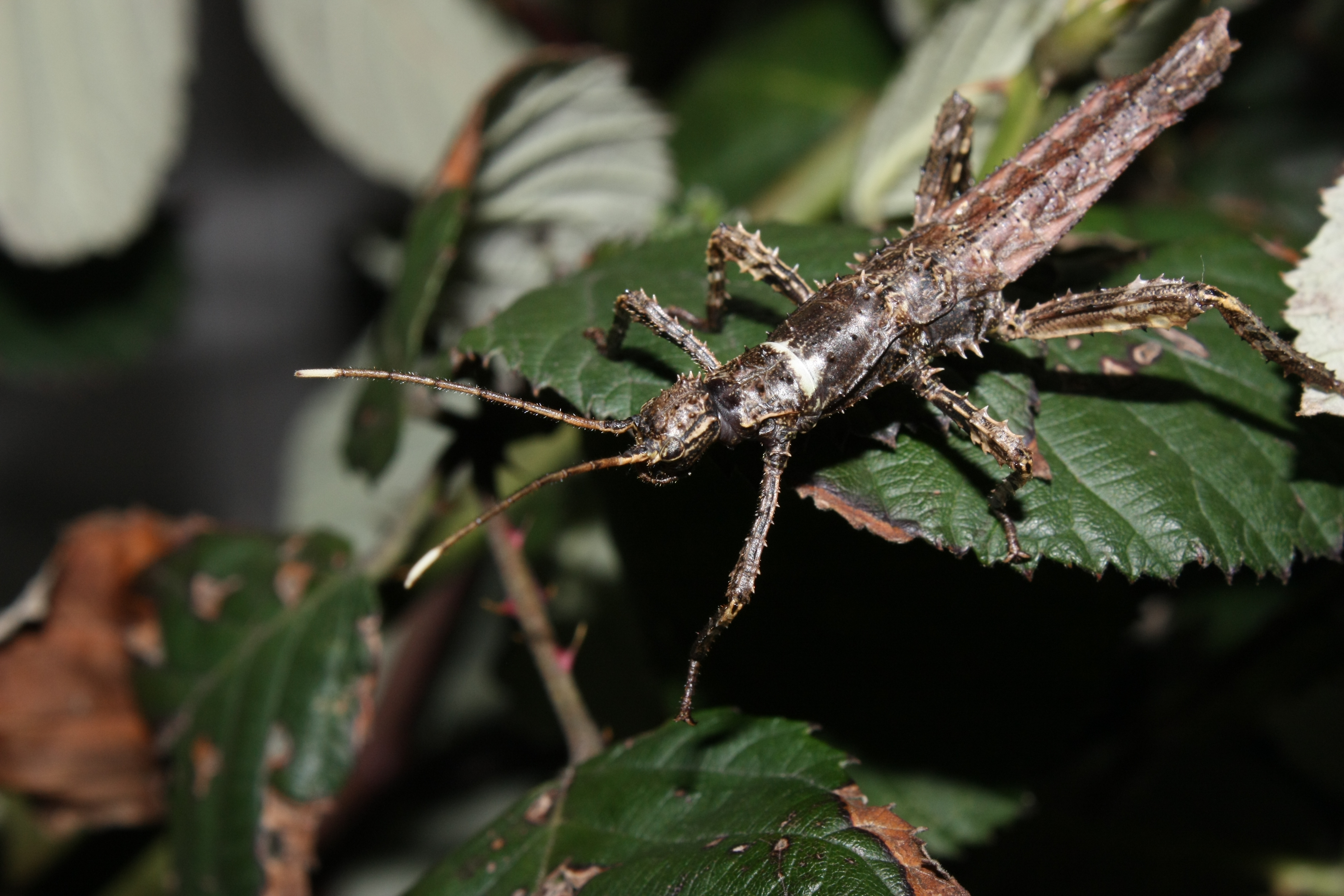
Nimf
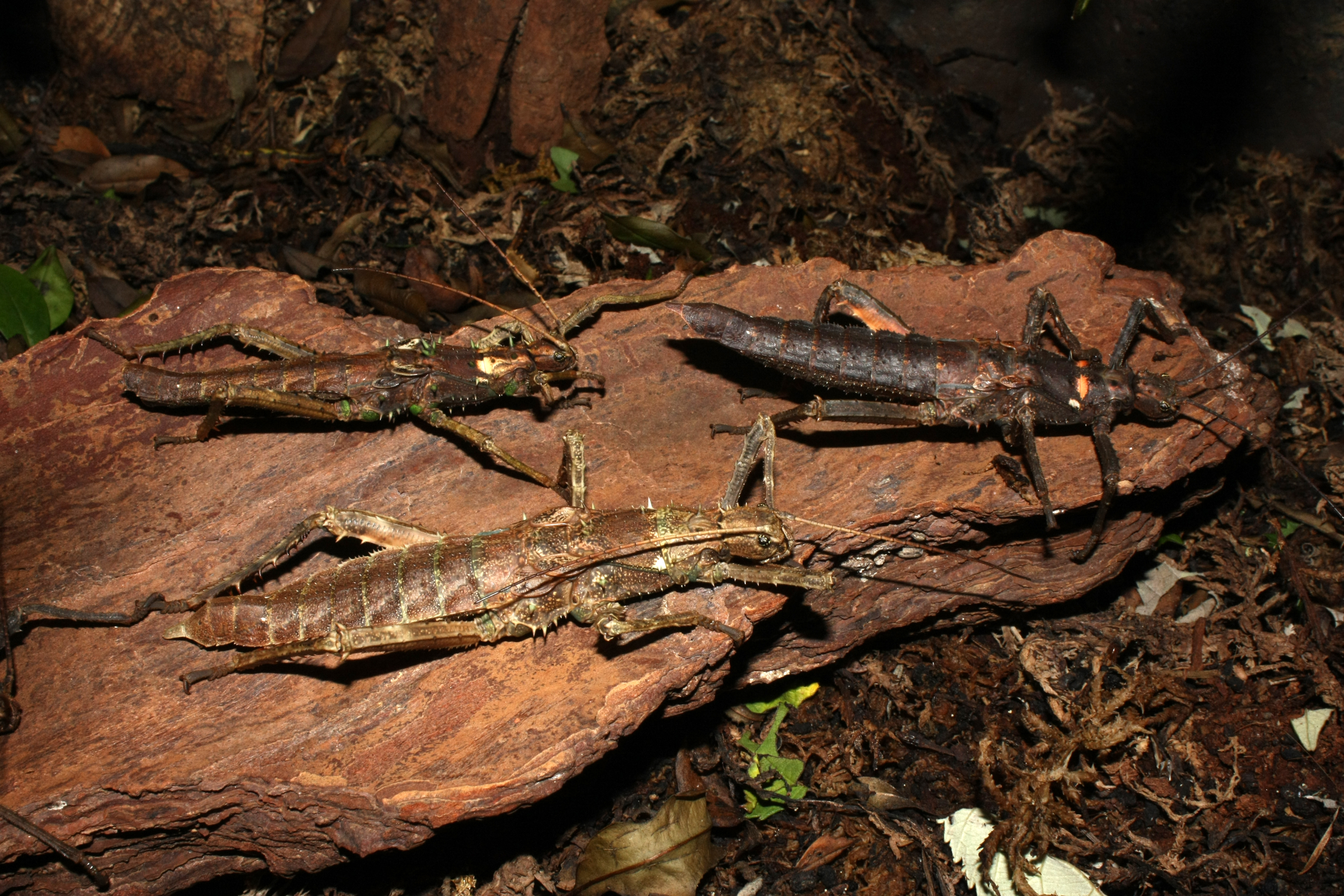
Halfwas exemplaren

## Verspreiding
Deze wandelende takken zijn afkomstig uit de tropische regenwouden op de laaglanden in het noorden van Borneo.